# توم ميتشيل (لاعب سباعيات رغبي)
توم ميتشيل (بالإنجليزية: Tom Mitchell) هو لاعب  سباعيات رغبي ‏ بريطاني، ولد في 22 يوليو 1989 في Cuckfield ‏ في المملكة المتحدة.

## وصلات خارجية
- توم ميتشيل على موقع سلسلة سباعيات الرغبي العالمية - رجال (الإنجليزية)
- توم ميتشيل على موقع ItsRugby.co.uk (الإنجليزية)
- توم ميتشيل على موقع اللجنة الأولمبية الدولية (الإنجليزية)
- توم ميتشيل على موقع أوليمبيديا (الإنجليزية)
- توم ميتشيل على موقع اللجنة الأولمبية البريطانية (الإنجليزية)